# Panchi Barrera
Gustavo Javier Barrera Castro (Mercedes, Uruguay, 6 de abril de 1985) es un jugador de baloncesto profesional uruguayo. Mide 1,94 metros de altura y ocupa la posición de base. Actualmente juega en Welcome de la Liga Uruguaya de Básquetbol. Ha sido internacional con la selección de baloncesto de Uruguay.

## Clubes
| Club                     | País      | Año             |
| ------------------------ | --------- | --------------- |
| Welcome                  | Uruguay   | 2001 - 2002     |
| Joventut Badalona Júnior | España    | 2002 - 2004     |
| Pamesa Castellón         | España    | 2005            |
| Ciudad de Huelva         | España    | 2005 - 2006     |
| Leche Río Breogán        | España    | 2006 - 2007     |
| CB Melilla               | España    | 2007            |
| Hebraica y Macabi        | Uruguay   | 2007 - 2008     |
| Atenas                   | Uruguay   | 2008 - 2009     |
| Trotamundos de Carabobo  | Venezuela | 2009            |
| Unión Atlética           | Uruguay   | 2009 - 2010     |
| Unicaja Málaga           | España    | 2010 - 2011     |
| Club Baloncesto Granada  | España    | 2011            |
| Hebraica y Macabi        | Uruguay   | 2011 - 2013     |
| Guaiqueríes de Margarita | Venezuela | 2013            |
| Hebraica y Macabi        | Uruguay   | 2013 - 2015     |
| Welcome                  | Uruguay   | 2015 - 2016     |
| Marinos de Anzoátegui    | Venezuela | 2016            |
| Aguada                   | Uruguay   | 2016 - 2017     |
| Gimnasia y Esgrima       | Argentina | 2017 - 2018     |
| Astros de Jalisco        | México    | 2019            |
| Flamengo                 | Brasil    | 2020            |
| Peñarol                  | Uruguay   | 2021            |
| Defensor Sporting        | Uruguay   | 2021 - 2022     |
| Olimpia                  | Uruguay   | 2022 - 2023     |
| Sandú Chico              | Uruguay   | 2023            |
| Racing de Mercedes       | Uruguay   | 2024            |
| Lagomar                  | Uruguay   | 2024            |
| Welcome                  | Uruguay   | 2024 - presente |

## Palmarés

### Clubes
- Campeón de la LUB 2011-12 con el Hebraica Macabi.
- Subcampeón de la LUB 2007-08 con el Hebraica Macabi.
- Subcampeón de la LUB 2016-17 con el Club Atlético Aguada.

### Selección nacional
- Medalla de bronce en los Juegos Panamericanos 2007 de Río de Janeiro.
- Medalla de plata en los Torneo Sudamericano 2008 de Puerto Montt.